# П'ятра-Албе (Румунія)
П'ятра-Албе (рум. Piatra Albă) — село у повіті Бузеу в Румунії. Входить до складу комуни Одейле.
Село розташоване на відстані 110 км на північ від Бухареста, 34 км на північний захід від Бузеу, 116 км на захід від Галаца, 78 км на південний схід від Брашова.

## Населення
За даними перепису населення 2002 року у селі проживали 158 осіб, усі — румуни. Усі жителі села рідною мовою назвали румунську.